# Clintonia uniflora
Clintonia uniflora är en liljeväxtart som först beskrevs av Archibald Menzies, Schult. och Julius Hermann Schultes, och fick sitt nu gällande namn av Carl Sigismund Kunth. Clintonia uniflora ingår i släktet Clintonia och familjen liljeväxter. Inga underarter finns listade.

## Bildgalleri

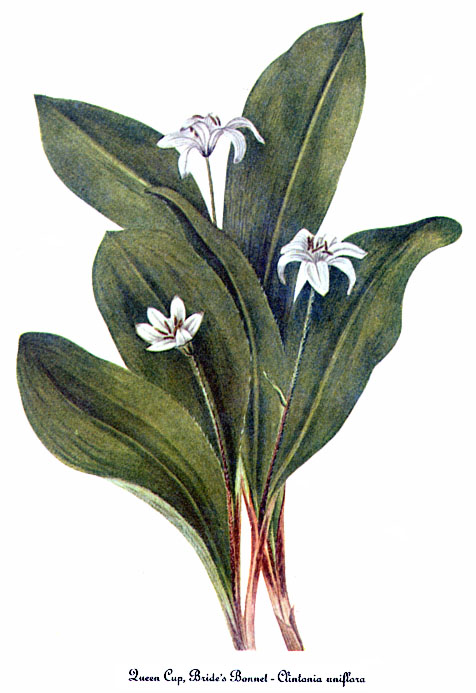
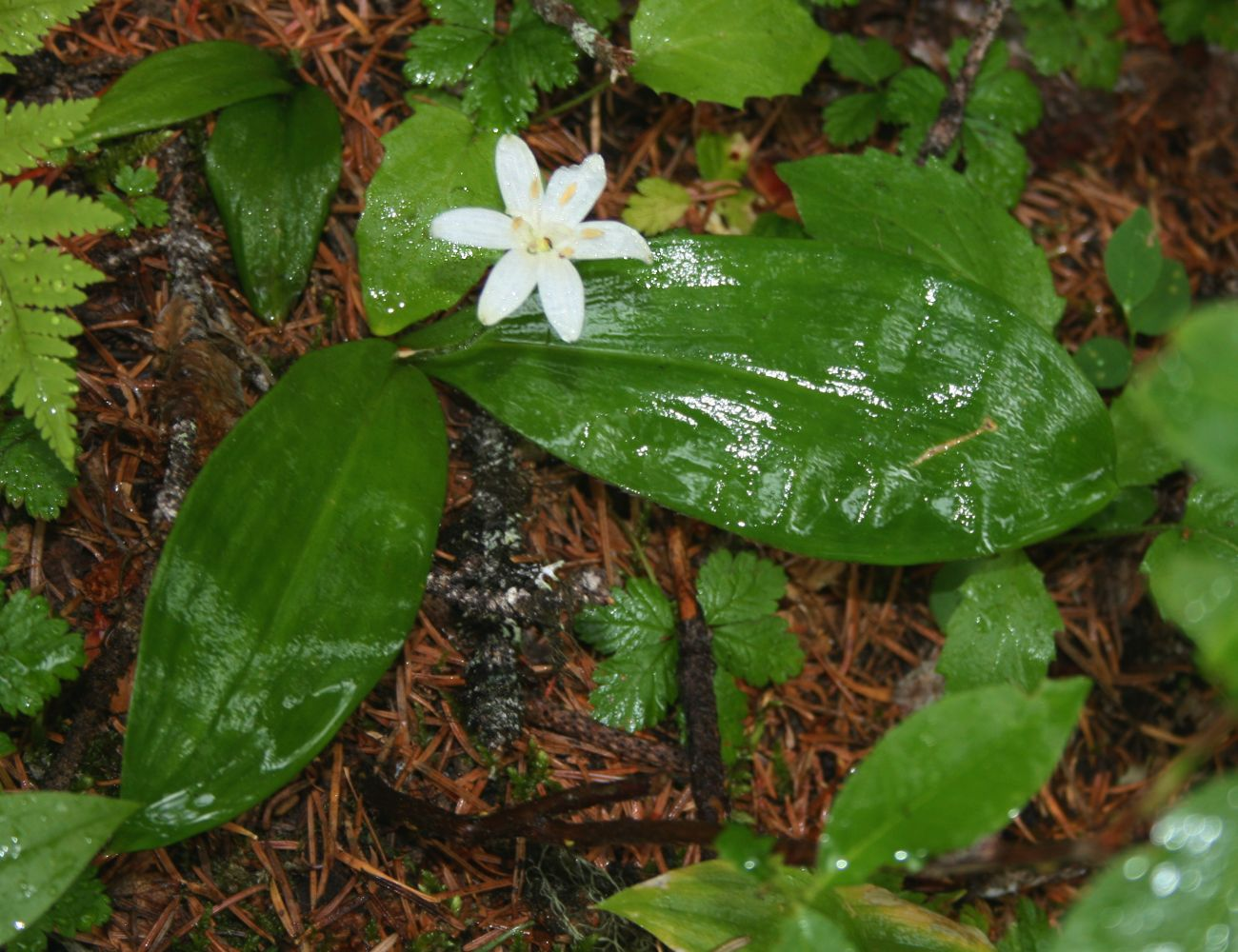
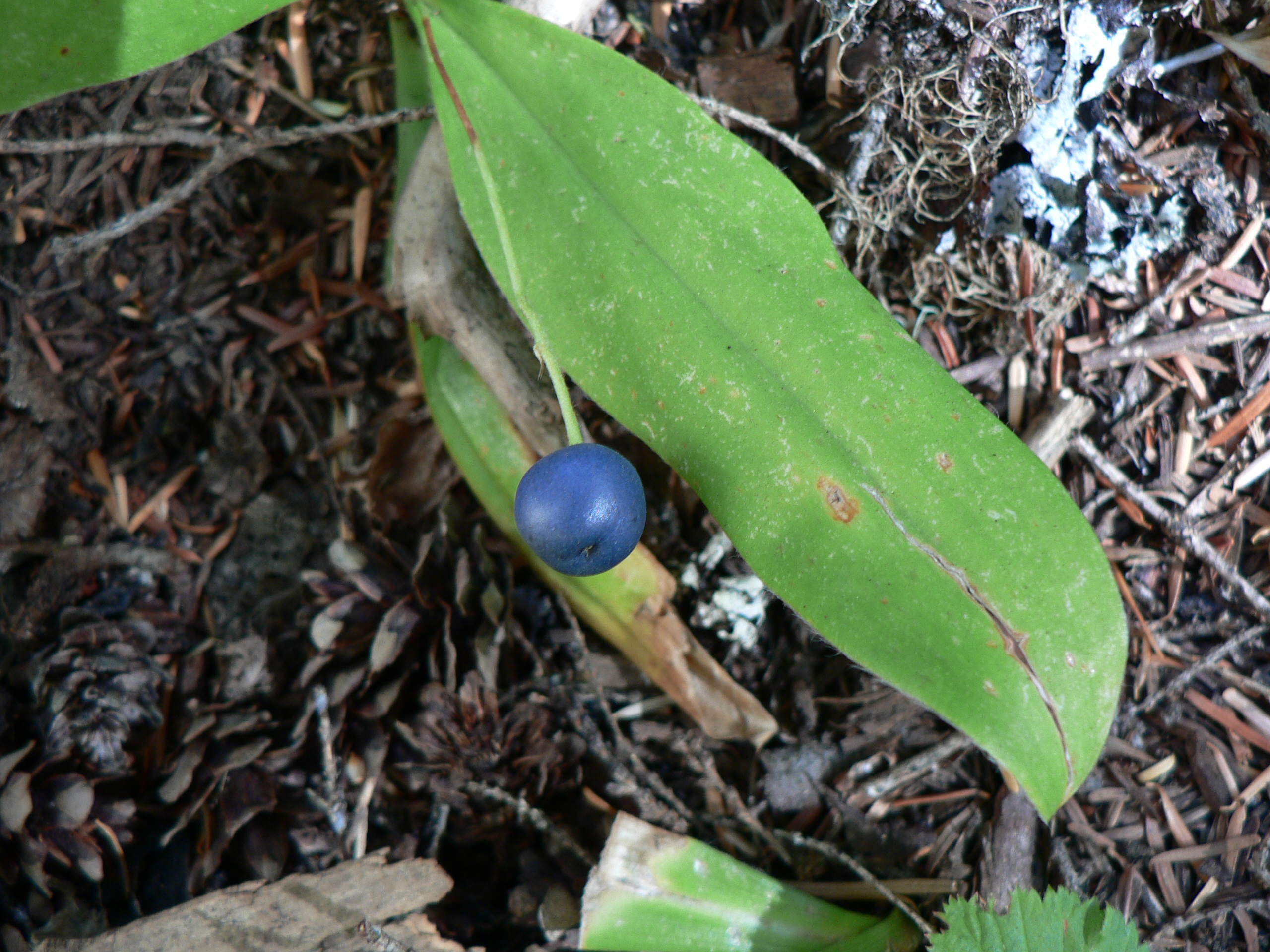
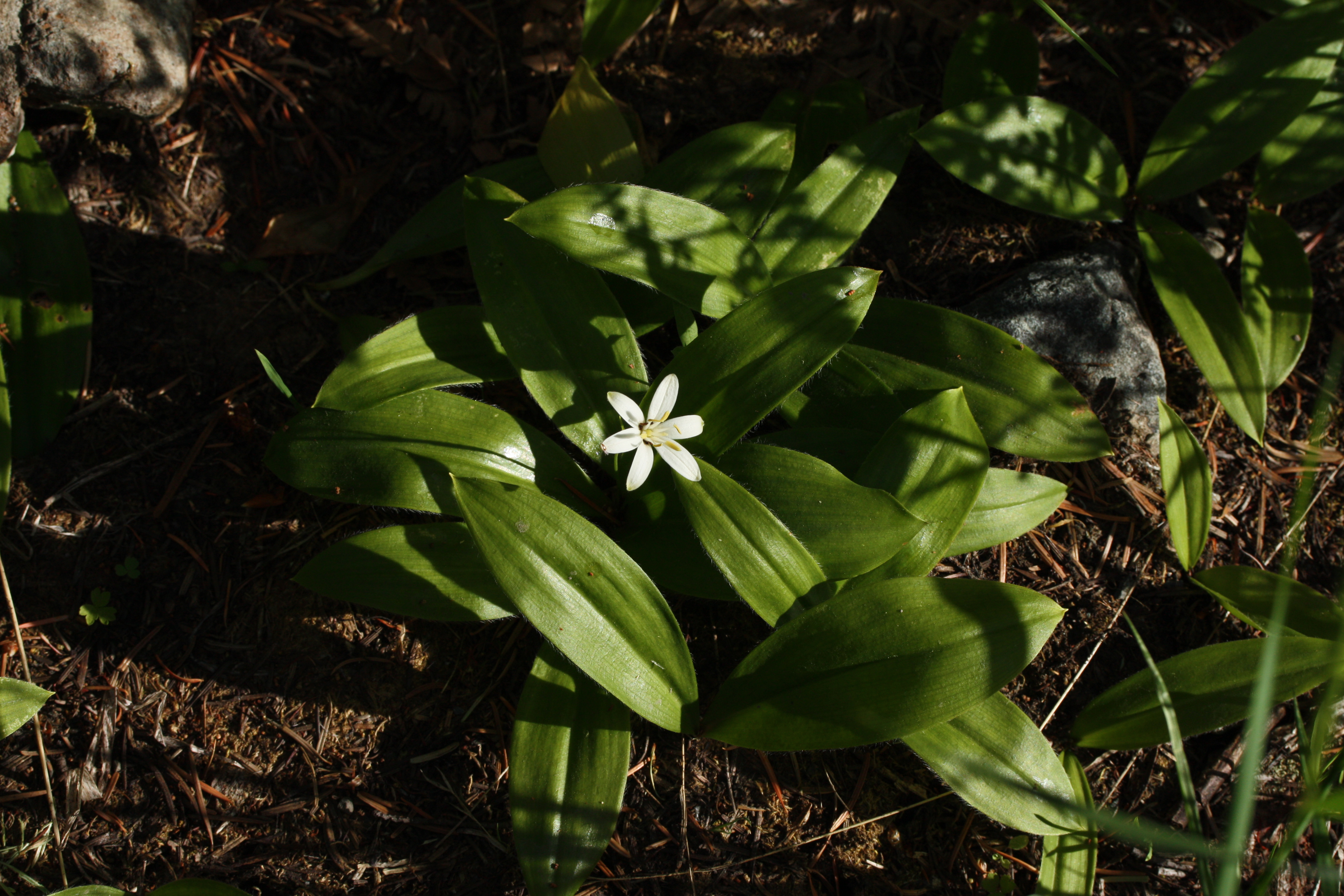
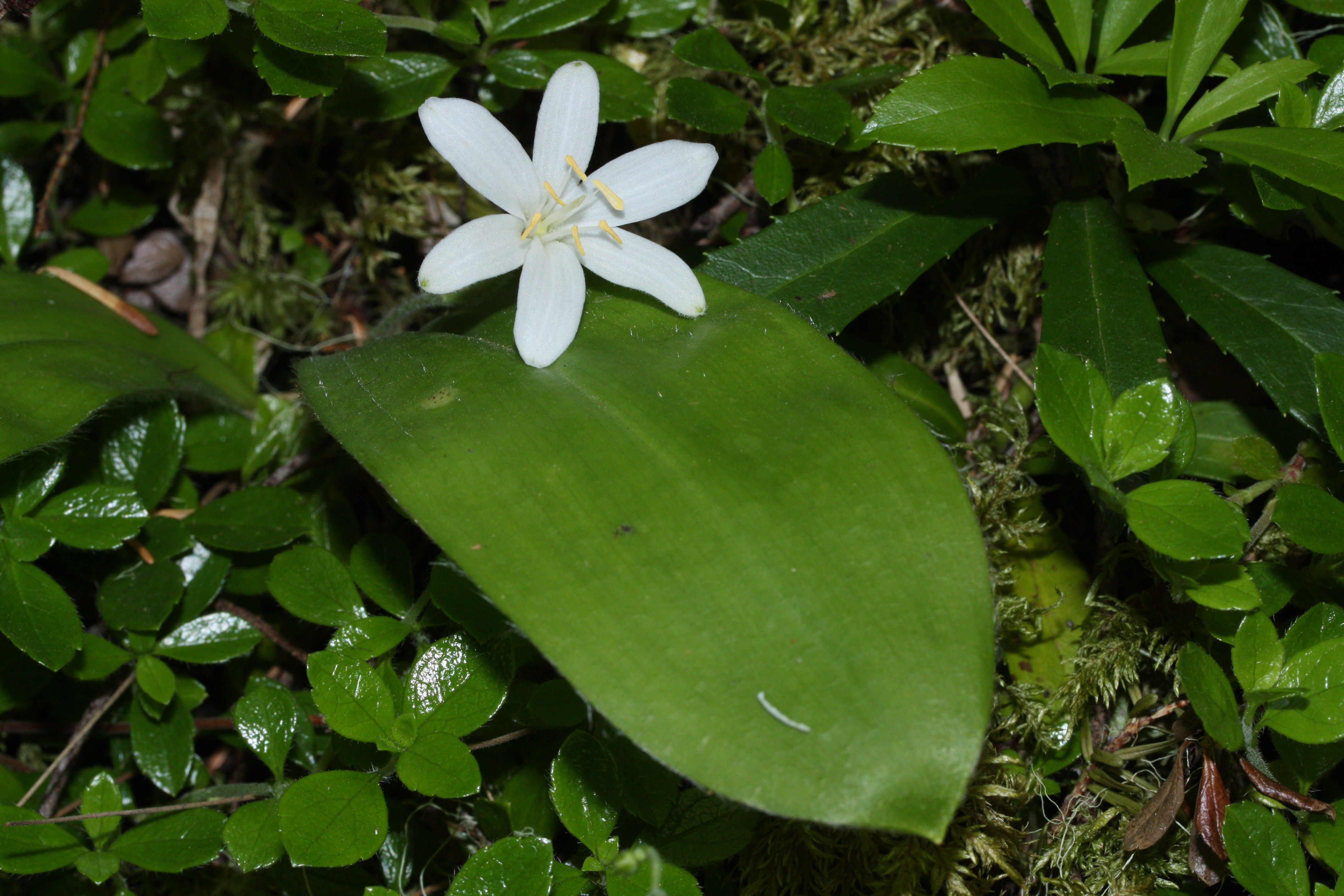
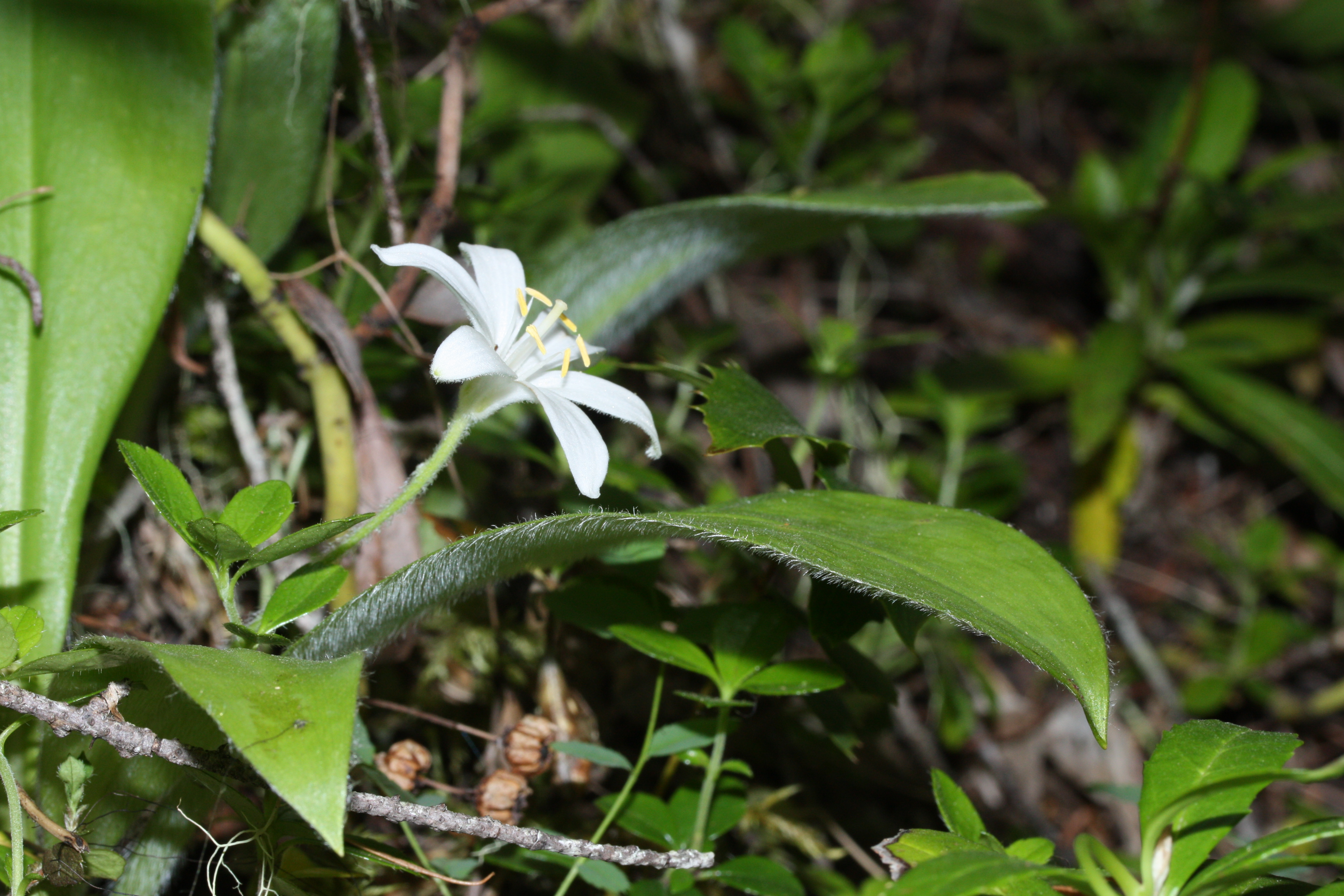